# Línea 164 (Buenos Aires)
La Línea 164 (anteriormente 165) es una línea de colectivos del Área Metropolitana de Buenos Aires. Une la estación de Once y el barrio de Nueva Pompeya con Monte Grande y Burzaco, pasando por varias localidades de sur del conurbano bonaerense. La línea anteriormente se llamaba 165 y era operada por el Expreso Lomas, pero cuando el Expreso Lomas quebró, la línea pasó a llamarse 164 y el grupo DOTA se hizo cargo, a través de la razón social Gral. Tomás Guido S.A.C.I.F..
La línea 164 fue inaugurada el día 7 de octubre de 2019, a través de la razón social General Tomás Guido S.A.C.I.F. la cual ganó la licitación tras la quiebra del Expreso Lomas, prestador del servicio de la desaparecida línea 165. Entre marzo y octubre de 2019, dicha línea había dejado de circular, debido a que la empresa dejó de pagar los sueldos de los choferes, al entrar en cesación de pagos y posteriormente, declararse en quiebra.

## Ramales
La línea 164 posee 3 ramales principales que unen Capital Federal con varios puntos del sur del conurbano bonaerense, más un subramal semirrápido hasta Plaza Miserere por autopista.

### Ramal A (Plaza Miserere x Boulevard Buenos Aires / Ruta 4 x Zaizar x Boulevard)
El ramal A une Monte Grande con el barrio de Once por el siguiente recorrido.
- Ruta Provincial 4
- Olimpo y Ruta 4
- Santos Vega y Ruta 4
- Transradio - Restelli
- Salta y Ruta 4
- Cuatro Ases - acceso a Ruta 4
- Mariana Arbel
- Av. Roberto Oliver
- Av. Luis Vernet
- Cerro Tronador
- Esteban Echeverría
- Sierra de Ambato
- Av. Luis Vernet
- Nuestras Malvinas
- Francisco Narciso de Laprida
- Ingeniero Jorge Duclout
- Máximo Paz
- Dolores González Ocantos
- Mariano Alegre
- Luis Guillón
- Omega Petrazzini
- Vicente López y Planes
- Av. Enrique Santamarina
- Bv. Buenos Aires
- Av. Antártida Argentina
- Av. Hipólito Yrigoyen
- 25 de Mayo
- Juan Péreuilh
- Avellaneda
- Av. Meeks
- Carlos Pellegrini
- Boedo
- Leandro N. Alem
- French
- Av. Hipólito Yrigoyen
- Coronel Rico
- Vélez Sársfield
- Eva Perón
- Av. Intendente Quindimil
- Diputado Raúl Pedrera
- Avenida Pres. B. Rivadavia
- Av. Pres. Juan Domingo Perón
- Av. Remedios de Escalada de San Martín
- Av. Sáenz
- Avenida Almafuerte
- Maza
- Mario Bravo
- Bartolomé Mitre

#### Semirrápido porAutopista Riccheri
En abril de 2022 se inauguró un servicio semirrápido hasta Once derivado de este ramal, que parte desde la Rotonda de Llavallol y hace un recorrido idéntico al ramal troncal hasta Cuatro Ases. Desde ese punto, continúa por:
- Ruta Provincial 4
- AU Tte. Gral. Pablo Riccheri.
- Av. de Circunvalación (acceso al Mercado Central).
- Strangford.
- AU Tte. Gral. Pablo Riccheri.
- Av. Tte. Gral. Dellepiane.
- Au. 25 de Mayo.
- Bajada a calle Sarandí.
- Sarandí.
- Av. San Juan.
- Lima.
- Constitución.
- Lima Este.
- Av. Brasil.
- Piedras.
- Av. Independencia.
- Av. Jujuy.
- Av. Rivadavia.
- Ecuador.
- Bartolomé Mitre.

### Ramal B (Pompeya x Garibaldi / Burzaco x Garibaldi)
El ramal B une la estación de Burzaco con el barrio de Nueva Pompeya por el siguiente recorrido.
- Roca
- Manuel Quintana
- Moreno
- Eugenio de Burzaco
- Avenida Hipólito Yrigoyen
- Ituzaingó
- Eva Duarte
- Prilidiano Pueyrredón
- Santo Domingo
- Juan Carlos Castagnino
- J.M. Prieto
- Santiago Bradley
- J.M. Prieto
- Pedro Echagüe
- José Serrano
- Buenos Aires
- Enrique Policastro
- Intendente Ing. E. Carmona
- Esperanza
- A. Sastre
- Wilde
- Mercedes
- Bahía Blanca
- Av. Antártida Argentina
- Euskal Echea
- Gibson
- Charlone
- Av. Antártida Argentina
- Florida
- Ameghino
- Macome
- Aristubulo del Valle
- Luzuriaga
- José Garibaldi
- Saavedra
- Gorriti
- Av. Meeks
- Carlos Pellegrini
- Boedo
- Leandro N. Alem
- French
- Av. Hipólito Yrigoyen
- Coronel Rico
- Vélez Sársfield
- Eva Perón
- Av. Intendente Quindimil
- Diputado Raúl Pedrera
- Avenida Rivadavia
- Av. Juan Domingo Perón
- Av. Remedios de Escalada de San Martín
- Av. Sáenz

### Ramal C (Pompeya x Oliden / Ruta 4 x Zaizar x Oliden)
El ramal une Monte Grande con el barrio de Nueva Pompeya por el siguiente recorrido.
- Ruta Provincial 4
- Olimpo y Ruta 4
- Santos Vega y Ruta 4
- Transradio - Restelli
- Salta y Ruta 4
- Cuatro Ases - acceso a Ruta 4
- Mariana Arbel
- Av. Roberto Oliver
- Av. Luis Vernet
- Cerro Tronador
- Esteban Echeverría
- Sierra de Ambato
- Av. Luis Vernet
- Nuestras Malvinas
- Francisco Narciso de Laprida
- Ingeniero Jorge Duclout
- Máximo Paz
- Nuestras Malvinas
- San Martín
- Ruta Provincial 4
- Av. Juan XXIII
- Madrid
- Oliden
- Monseñor Piaggio
- Gorriti
- Av. Meeks
- Carlos Pellegrini
- Boedo
- Leandro N. Alem
- French
- Av. Hipólito Yrigoyen
- Coronel Rico
- Vélez Sársfield
- Eva Perón
- Av. Intendente Quindimil
- Diputado Raúl Pedrera
- Avenida Rivadavia
- Av. Juan Domingo Perón
- Av. Remedios de Escalada de San Martín
- Av. Sáenz

## Crisis de la empresa Expreso Lomas S.A.
A principios del año 2018, la empresa Expreso Lomas, operadora de las líneas 112, 165 y 243, se encontraba atravesando una crisis, en la que en varias ocasiones no pudo dar servicio debido a que muchas unidades estaban averiadas y las que estaban aptas, no tenían combustible suficiente para circular. 

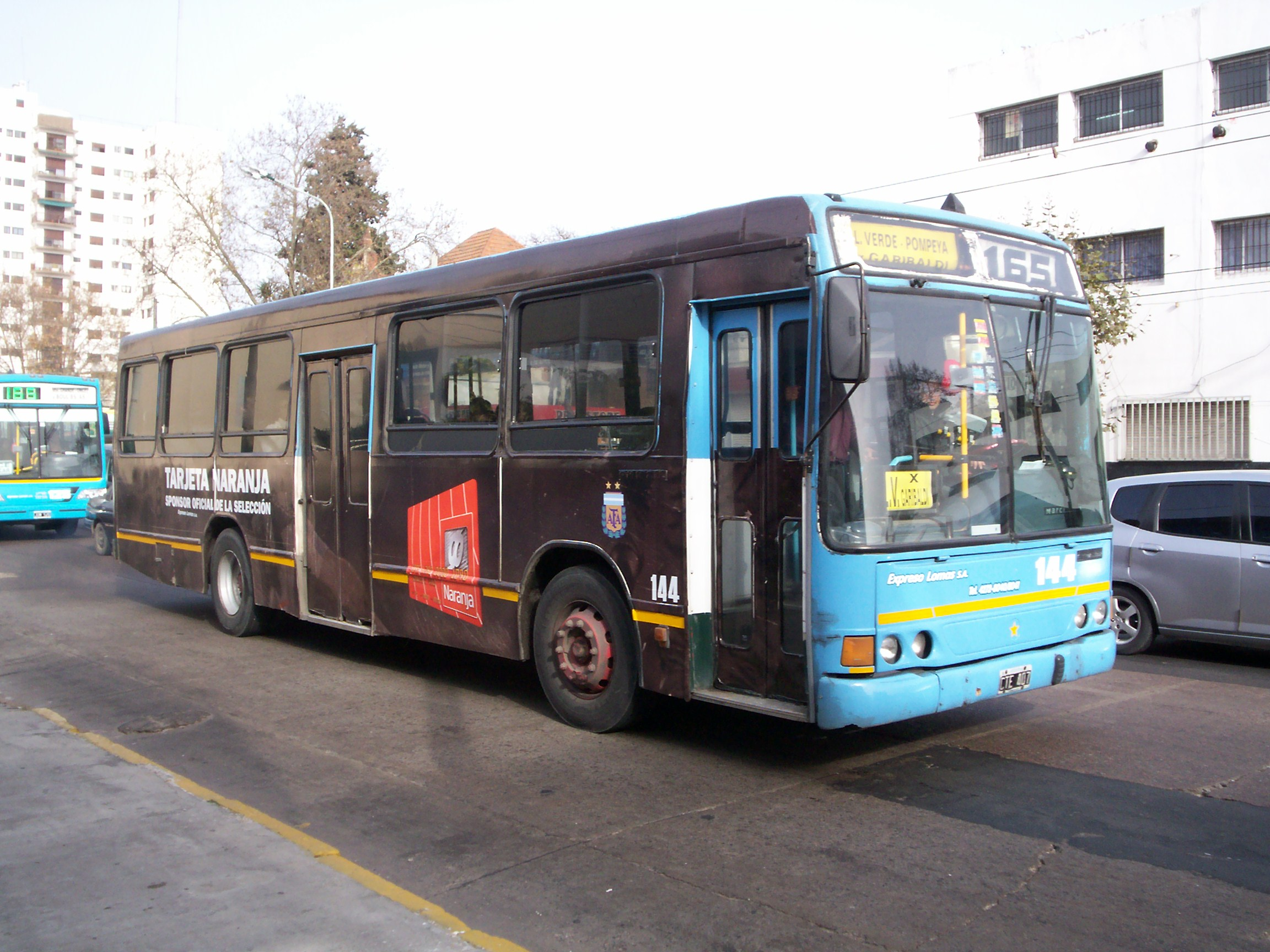
La extinta línea 165.

Para inicios de 2019, debieron suspender completamente el servicio de la línea 112 y de varios ramales de la línea 165. Finalmente el 10 de marzo de 2019, todos los ramales dejaron de funcionar.
A finales de 2019, se licitaron los recorridos de las líneas 112 y 165. El Grupo DOTA ganó la licitación para explotar el recorrido creándose la línea 164.  El recorrido de la línea 112 lo obtuvo la empresa Transportes del Sur creándose la línea 119. El recorrido de la línea 243 aún no fue licitado.

## Lugares de interés
Algunos de los lugares de interés que la línea 164 atraviesa son:
- Cruce de Lomas
- COTO Temperley
- Estación Monte Grande
- Estación Llavallol
- Estación Juan XXIII
- Estación Hospital Español
- Estación Burzaco
- Estación Temperley
- Estación Lomas de Zamora
- Estación Banfield
- Estación Remedios de Escalada
- Estación Lanús
- Estación Sáenz
- Estación Once
- Fábrica Bridgestone
- Municipalidad de Esteban Echeverría
- Municipalidad de Lanús
- Municipalidad de Lomas de Zamora
- Parque de los Patricios
- Plaza Bartolomé Mitre
- Plaza General Manuel Belgrano
- Plaza Grigera
- Plaza Miserere
- Portal Lomas Shopping
- Puente Alsina
- Reserva Natural Municipal Santa Catalina
- Transradio - 9 de Abril
- Universidad Nacional de Lomas de Zamora

## Pasajeros

### Línea 165
| Año  | Pasajeros  | Pasajeros por día | Variación |
| ---- | ---------- | ----------------- | --------- |
| 2016 | 10 766 570 | 29 444            | 0,00%     |
| 2017 | 11 225 125 | 30 754            | 4,26%     |
| 2018 | 9 313 678  | 25 517            | 17,03%    |
| 2019 | 696 437    | 9 949             | 92,52%    |

### Línea 164
| Año  | Pasajeros | Pasajeros por día | Variación |
| ---- | --------- | ----------------- | --------- |
| 2019 | ?         | ?                 | 0,00%     |